# Лонгин (Жар)
Митрополит Ло́нгин (в миру Михаил Васильевич Жар, укр. Михайло Васильович Жар; род. 19 августа 1965, Петрашовка, Черновицкая область) — архиерей Украинской православной церкви митрополит Банченский, викарий Черновицко-Буковинской епархии, наместник Вознесенского Банченского монастыря, Герой Украины (2008).

## Биография
Родился 19 августа 1965 года в селе Петрашёвка Черновицкой области. В детстве остался сиротой.
С 1971 по 1978 годы учился в средней школе села Петрашёвка.
В 1984 году женился на Лилии (в монашестве Соломии). В 1987 году родился сын Владимир; в 1989 году — сын Михаил; в 1990 году — дочь Мария.
18 января 1990 года епископом Черновицким и Буковинским Антонием (Москаленко) в Свято-Николаевском храме города Черновцы рукоположён в сан диакона. 19 января тем же епископом рукоположён в сан иерея и назначен настоятелем Свято-Параскевского храма села Подвальное, Глыбокского (ныне Герцаевского) благочиния, храма Рождества Пресвятой Богородицы села Бояны, Новоселицкого благочиния (ныне монастырь) и Свято-Параскевского храма села Банчены Глыбокского (ныне Герцаевского) благочиния Черновицкой епархии Украинской православной церкви.
С 1991 по 1995 год обучался на секторе заочного обучения Ново-Нямецкой (ныне Кишинёвской) духовной семинарии (Молдова).
Удочерив больную СПИДом шестимесячную девочку, в 1992 году открыл детский дом.
30 апреля 1996 года по благословению архиепископа Черновицкого и Буковинского Онуфрия (Березовского) пострижен в мантию с именем Лонгин (в честь святого мученика Лонгина Сотника, память 16/29 октября). Постриг совершил секретарь Черновицкого епархиального управления архимандрит Мелетий (Егоренко).
С 1996 года по благословению Священного синода УПЦ занимался строительством в селе Банчены Вознесенского мужского монастыря, который был освящён митрополитом Киевским и всея Украины Владимиром (Сабоданом) в 1998 году.
С 1999 года по благословению Священного синода УПЦ занимался строительством женского монастыря в честь Боянской иконы Божией Матери в селе Бояны.
Параллельно со строительством обителей занимался строительством приюта для детей-сирот. Приют располагался в Свято-Вознесенском Банченском мужском монастыре, а после был переведён в село Мольница Герцаевского района Черновицкой области, где был построен комплекс зданий нового приюта, который 29 сентября 2002 года был освящён митрополитом Киевским и всея Украины Владимиром.
В 2002 году поступил в Черновицкий православный богословский институт, который окончил в 2007 году.
Решением Священного синода УПЦ от 16 июля 2008 года утверждён наместником Банченского Свято-Вознесенского мужского монастыря в селе Банчены Герцаевского района Черновицкой области с возведением в сан архимандрита.
С 31 июля 2006 года по сентябрь 2011 года занимался строительством Свято-Троицкого собора в Свято-Вознесенском Банченском монастыре, который 2 октября 2011 года был освящён патриархом Московским и всея Руси Кириллом.
В декабре 2008 года удостоен звания Герой Украины за усыновление более 400 сирот с изъянами развития.
В январе 2009 года был участником Поместного собора Русской православной церкви от монашествующих Черновицкой епархии.
8 июля 2011 года участвовал в работе Собора Украинской православной церкви (от Черновицкой епархии).
8 мая 2012 года решением Священного синода УПЦ избран епископом Банченским, викарием Черновицкой епархии. 21 мая 2012 года в храме в честь Всех святых киевского Пантелеимонова женского монастыря в Феофании наречён во епископа Банченского, викария Черновицкой епархии. 22 мая 2012 года в соборном храме киевского Пантелеимонова монастыря в Феофании хиротонисан во епископа Банченского, викария Черновицкой епархии. Хиротонию совершили митрополит Киевский и всея Украины Владимир (Сабодан), митрополит Черновицкий и Буковинский Онуфрий (Березовский), митрополит Вышгородский и Чернобыльский Павел (Лебедь), митрополит Тернопольский и Кременецкий Сергий (Генсицкий), митрополит Овручский и Коростенский Виссарион (Стретович), митрополит Почаевский Владимир (Мороз), архиепископ Хустский и Виноградовский Марк (Петровцы), архиепископ Белоцерковский и Богуславский Митрофан (Юрчук), архиепископ Бориспольский Антоний (Паканич), архиепископ Каменец-Подольский и Городокский Феодор (Гаюн), архиепископ Львовский и Галицкий Августин (Маркевич), архиепископ Харьковский и Богодуховский Онуфрий (Легкий), архиепископ Яготинский Серафим (Демьянов), архиепископ Переяслав-Хмельницкий и Вишневский Александр (Драбинко), архиепископ Городницкий Александр (Нестерчук), епископы Северодонецкий и Старобельский Агапит (Бевцик), Хотинский Мелетий (Егоренко), Нежинский и Прилукский Ириней (Семко), Макаровский Иларий (Шишковский), Ивано-Франковский и Коломыйский Пантелеимон (Луговой), Васильковский Пантелеимон (Поворознюк), Броварский Феодосий (Снигирёв), Обуховский Иона (Черепанов).
В сентябре 2014 года в проповеди, обращённой к населению Буковины, сказал: «Я прошу вас только об одном: объединиться и не отдавать детей на смерть. Наша православная вера не позволяет нам убивать друг друга. Ради политических интересов, ради тех, кто защищает свой бизнес, кто защищает свои руководящие должности, хотят убивать наших людей, которые живут в мире с верой в Бога».
17 августа 2017 года за литургией в Успенском соборе Киево-Печерской лавры митрополитом Киевским и всея Украины Онуфрием возведён в сан архиепископа.
17 августа 2020 года за литургией в Киево-Печерской лавре митрополитом Киевским и всея Украины Онуфрием возведён в сан митрополита.
В своей проповеди 5 июля 2022 года он осудил действия патриарха Кирилла во время российского вторжения в Украину.
22 мая 2023 года ему было объявлено о подозрении в разжигании межрелигиозной вражды. По сообщению Службы безопасности Украины, основанием для возбуждения уголовного дела стали высказывания Лонгина в адрес Православной церкви Украины, которую он во время литургий называл «сатанинской» и «церковью Антихриста».

## Награды и звания
Церковные награды:
- орден УПЦ святого преподобного Нестора Летописца II степени (29.09.2004)
- орден УПЦ святого равноапостольного князя Владимира II степени (29.09.2009)
- орден РПЦ святого равноапостольного князя Владимира III степени (29.08.2011). Вручён патриархом Кириллом после Божественной литургии в Троицком соборе Вознесенского Банченского монастыря[7]
- право ношения второго наперсного креста с украшениями (24.09.2011)
- орден «Отличие предстоятеля Украинской православной церкви за церковные заслуги» (20.09.2011)

- орден преподобного Антония и Феодосия Киево-Печерских
- орден преподобного Агапита Печерского

Государственные награды:
- орден «За заслуги» III степени (20.01.2006)[8]
- звание Герой Украины (с вручением ордена Государства, 24.11.2008) — за выдающиеся личные заслуги перед Украиной в реализации государственной политики социальной защиты детей-сирот и детей, лишённых родительской опеки, многолетнюю благотворительную деятельность
- крест святого Пантелеимона Целителя (16.06.2009, указом Министерства охраны здоровья Украины)
- общенациональная премия «Гордость страны» (2010)
- орден «Патриот Украины» (06.04.2011)
- орден Независимости Украины (19.08.2011)